# Kanton Moyeuvre-Grande
Der Kanton Moyeuvre-Grande im Arrondissement Thionville-Ouest im Département Moselle bestand aus sechs Gemeinden.
Hauptort war die Stadt Moyeuvre-Grande.
Der Kanton hatte 21.172 Einwohner (Stand 1999) auf einer Fläche von 35,07 km².

## Gemeinden
| Gemeinde        | Einwohner | Code postal | Code Insee |
| --------------- | --------- | ----------- | ---------- |
| Clouange        | 3.643     | 57185       | 57143      |
| Gandrange       | 2.542     | 57175       | 57242      |
| Moyeuvre-Grande | 8.994     | 57250       | 57491      |
| Moyeuvre-Petite | 560       | 57250       | 57492      |
| Rosselange      | 3.101     | 57780       | 57597      |
| Vitry-sur-Orne  | 2.332     | 57185       | 57724      |